# Aspilatopsis soni
Aspilatopsis soni är en fjärilsart som beskrevs av Louis Beethoven Prout 1938. Aspilatopsis soni ingår i släktet Aspilatopsis och familjen mätare. Inga underarter finns listade i Catalogue of Life.